# Alexandru Popescu (cầu thủ bóng đá)
Alexandru Ionuț Popescu (sinh ngày 6 tháng 1 năm 1998) là một tiền đạo bóng đá người România hiện tại thi đấu cho Academica Clinceni, theo dạng cho mượn từ Universitatea Craiova.